# منتخب الولايات المتحدة لكأس ديفيز
منتخب الولايات المتحدة لكأس ديفيز (بالإنجليزية: United States Davis Cup team)‏ هو ممثل الولايات المتحدة الرسمي في كرة المضرب في كأس ديفيز.